# Nicoletto Vernia
Nicoletto Vernia, né vers 1427 à Chieti et mort le 5 octobre 1499, est un philosophe italien averroïste, à l'Université de Padoue.

## Biographie
Nicoletto Vernia naît vers 1427 à Chieti d'Antonio Vernia; on ne sait rien de sa mère. 
Il étudie à Pavie, il est élève de Paolo da Pergola à Venise, et est élève de Gaetano da Thiene à Padoue, obtenant un doctorat en 1458. Son premier travail porte sur l' unitas intellectus, la théorie d'Averroès sur l'unité de l' âme et de l' intellect.
En philosophie naturelle, il pose la question de l'étendue du sujet. À la suite d'Averroès, il prend pour sujet l' "être mobile", contre les vues scolastiques d'Antonius Andreas et de John Canonicus. Pietro Barozzi, évêque de Padoue, en 1489 publie un décret limitant la discussion académique, et Nicoletto Vernia doit se retirer de son poste. Il écrit contre Averroès, dans Contra perversam Averrois opinionem, attaquant ses vues sur l' immortalité de l'âme et l'unité de l'intellect.
Parmi ses élèves figurent  Agostino Nifo et Pietro Pomponazzi. Nicoletto Vernia et Nifo passent d'Averroès aux interprétations d' Aristote dans certains commentateurs grecs, dont l'un, Themistius, est traduit par Ermolao Barbaro, un collègue à Padoue. Au fil du temps, le commentaire Sur l'âme d' Alexandre d'Aphrodisias a été traduit en latin, par Girolamo Donato, et une traduction du commentaire attribué à Simplicius a également été diffusée. Les vues de Nicoletto Vernia sur l'interprétation correcte d'Aristote ont été modifiées à la lumière de l'accès à ces nouvelles opinions,,.
Nicoletto Vernia meurt le 5 octobre 1499, vraisemblablement à Vicence ou à Padoue. 